# Острожский, Константин Константинович
Князь Константин-Василий Константинович Острожский (западнорус. Коньстѧньтин Коньстѧньтинович Острозский; 12 февраля 1526 — 13 февраля 1608) — западнорусский магнат Речи Посполитой, глава рода Острожских, староста Владимирский и маршалок Волынской земли (1550—1608), воевода киевский (1559—1608), покровитель православной веры. Младший сын великого гетмана литовского князя Константина Ивановича Острожского (1460—1530). Основал Острожскую типографию, в которой работали первопечатники Иван Фёдоров, Пётр Мстиславец и польский учёный Ян Латош.

## Биография
Детство и юность провёл в Турове. После смерти отца воспитывался матерью — Александрой Семёновной из рода Олельковичей-Слуцких. Получил хорошее образование в православном духе .
5 декабря 1559 года был издан королевский привилей князю Константину Острожскому на воеводство Киевское.
Его владения располагались в Подолии, Галиции и на Волыни, включая в себя приблизительно 300 городов и несколько тысяч сёл. «Попис войска литовского 1567 года» зафиксировал количество его войска:
«Воевода Киевский. Месяца октебра 28 дня. Князь Костентин Костентинович Острозский, воевода Киевский, маршалок Волынское земли, староста Володимерский, реистру подлуг уфалы и постановленья сойму прошлого Городенского дати не хотел, колкобы его милость почту з ыменей своих ставить был повинен, нижли его милость словне пану гетьману поведил, иж его милость ставить почту зо всих именей своих коней двесте збройно по козацку, а драбей при тых ездных пеших сто».
Предложил Адаму Потию стать духовным лицом, сначала был сторонником унии с Римско-католической церковью.
Во время русско-польской войны 1577—1582 (заключительного этапа Ливонской войны) Острожский во главе шляхетского войска безуспешно осаждал в 1579 году Чернигов, находившийся в составе Русского государства. Не сумев взять крепость, отряды под его командованием сожгли предместья Чернигова, разграбили Елецкий Успенский монастырь, разорили окрестные земли вплоть до Путивля, Стародуба и Почепа.
Заботился о развитии просвещения, издавая книги, учреждая школы, оказывая покровительство учёным. По его просьбе игуменом Дубенского Крестовоздвиженского монастыря, расположенного в его владениях, стал преподобный Иов. Для поддержания православия учредил в Остроге училище, затем учредил две типографии — в Остроге и в Дермани. В 1581 году в его Острожской типографии Иван Фёдоров и Пётр Мстиславец напечатали первую русскую Библию. Оказывал поддержку учёному львовскому священнику Василию, составившему книгу «О единой вере», и Христофору Бронскому, автору обширного сочинения против унии — «Апокрисис».
Во время выборов короля Речи Посполитой 1587 года князь К. К. Острожский поддержал кандидата Сигизмунда Вазу, одержавшего победу на данных выборах.
Князь Острожский активно участвовал в подавлении восстания в Белой церкви и казацкого восстания К. Косинского. Принимал деятельное участие в церковном соборе в Бресте в 1596 году. О своем несогласии с официальной политикой Речи Посполитой неоднократно заявлял на сейме, обращался с письмами к королю, к православным епископам. Пытался привлечь Северина Наливайко к борьбе против Унии.
Принимал участие в событиях Смутного времени. В 1602 году принимал у себя будущего царя Лжедмитрия I. Вручил ему «Книгу о постничестве» Василия Великого, отпечатанную в его типографии Петром Мстиславцем в 1594 году с дарственной надписью «Григорию — царевичу Московскому».

## Семья
Константин-Василий Острожский был женат на Софье Тарновской (1534—1571), дочери галицкого магната Яна Амора Тарновского (1488—1561), каштеляна краковского и великого гетмана коронного, и Софьи Шидловецкой.
Дети:
- Иван (Януш, 1554—1620), воевода волынский и каштелян краковский;
- Елизавета София Пелагея[укр.] (ум. 1599), 1-й муж с 1575 г. каштелян виленский Ян Кишка (1552—1592), 2-й муж с 1593 г. великий гетман литовский и воевода виленский Христофор Радзивилл «Перун» (1547—1603);
- Екатерина (ум. 1579), первая жена (с 1578 г.) князя Христофора Радзивилла «Перуна» (1547—1603);
- Константин (1563—1588), староста владимирский и переяславский;
- Александр (1571—1603), воевода волынский.

К концу жизни Константина Острожского, два его сына Иван и Константин стали католиками, младший сын Александр был отравлен слугой, любимая племянница сошла с ума.
Последние годы жил в родовых замках Крупа и Дубно на Украине. После кончины его тело было перевезено в Острог и похоронено в замковой Богоявленской церкви.

## Память
В Вильно по инициативе Свято-Духова православного братства в 1908 году было решено построить храм-памятник в честь 300-летия со дня кончины К. К. Острожского (позже было решено объединить с празднованием 300-летия династии Романовых). На мемориальной доске золотыми буквами написано: «В память ревнителя и защитника православной народности». Храм был освящен в 1913 году в честь святого равноапостольного царя Константина и преподобного Михаила Малеина, небесных покровителей К. К. Острожского и первого царя династии Романовых. 
В Белостоке (Польша) основан Фонд князя Острожского.
Украинская православная церковь Киевского патриархата на Поместном соборе 2008 года канонизировала князя как благоверного.
12 мая 2008 года на территории Брестской крепости рядом с Свято-Николаевским гарнизонным собором в его честь был установлен памятный крест.